# Abbey Hoes
Pour les articles homonymes, voir Hoes.
 (octobre 2018).
Si vous disposez d'ouvrages ou d'articles de référence ou si vous connaissez des sites web de qualité traitant du thème abordé ici, merci de compléter l'article en donnant les références utiles à sa vérifiabilité et en les liant à la section « Notes et références ».
Abbey Hoes de son vrai nom Emily Abigail Ashley Hoes Gauna, née le 20 mai 1994 à Rotterdam, est une actrice et scénariste néerlandaise.

## Biographie
Abbey Hoes a suivi des cours de musique au Youth Théâtre Hofplein, où elle a appris les principes du chant, de la danse et du théâtre. Après quelques auditions musicales décevantes, à l'âge de 12 ans, elle joue dans la publicité télévisée de Roosvicee.
Ceci a été suivi par d'autres rôles, comme dans SpangaS et 2012: Het jaar Nul (nl) (2012 : l'année zéro). En 2009, elle interprète le personnage principal dans le téléfilm Maite was hier, nommé pour un Veau d'or. En 2012, les scènes ont été tournées pour le film King of Katoren, dans lequel elle a de nouveau joué un rôle principal.
En septembre 2012, elle a commencé sa formation d'actrice à l'école d'art dramatique d'Amsterdam.
En 2014, Abbey Hoes a remporté le Veau d'or de la meilleure actrice pour son rôle dans Nena (nl).
En 2015, elle joue le rôle de la jeune Julia dans le film The Escape (nl), dans lequel la Julia adulte est interprétée par Isa Hoes.
Le 11 novembre 2015, il a été annoncé que Nena avait été sélectionné pour le Mill Valley Film Festival en Californie.
En 2021, elle est candidate de Het Perfecte Plaatje.

## Filmographie
Sauf indication contraire, les informations mentionnées dans cette section peuvent être confirmées par la base de données cinématographiques IMDb,  présente dans la section « Liens externes ».

### Cinéma
- 2009 : Het mysterie van de volle maan (court métrage) : Kelly
- 2009 : Lover of Loser (nl) : le petit rôle de soutien
- 2009 : Maite was hier (nl) de Boudewijn Koole (One Night Stand (nl)) : Maite
- 2010 : Tirza de Rudolf van den Berg : Jonge Ibi
- 2010 : Finnemans (nl) de Thomas Korthals Altes (One Night Stand) : Lizzie
- 2011 : Nina Satana (nl) de Bram Schouw (One Night Stand) : Nina
- 2011 : Razend (nl) : Roosmarijn
- 2012 : Broer de Sacha Polak : Marit
- 2012 : Koning van Katoren (nl) de Ben Sombogaart : Kim
- 2014 : Nena (nl) de Saskia Diesing : Nena
- 2015 : Ventoux de Nicole van Kilsdonk : Laura
- 2015 : The Escape (nl) (De ontsnapping) de Ineke Houtman : Jonge Julia
- 2015 : Cendrillon : Anastasia (doublage)
- 2016 : Fissa : Anne-Bo
- 2017 : The Fantastic Family Hotel (nl) (Hotel De Grote L) de Ineke Houtman : Libbie
- 2017 : Hitman & Bodyguard de Patrick Hughes : Flower Stall Clerk
- 2018 : Orange Fever (nl) (Zwaar verliefd!)de Pim van Hoeve : Tamara
- 2019 : Vals : Abby
- 2019 : Verliefd op Cuba (nl) : Maartje

### Téléfilms
- 2008 : SpangaS : Brechtje
- 2009 : 2012: Het jaar Nul (nl) : Felix
- 2010 : Verborgen Verhalen (nl) : Karin
- 2010-2012 : VRijland (nl) : Daantje Kruithof
- 2012-2015 : Violetta : Violetta (doublage)
- 2012 : Van God Los (nl) : Iris
- 2012 : Feuten (nl) : Charlie Zekveld
- 2013 : De ontmaskering van de Vastgoedfraude (nl) : Roos van Woerkom
- 2015 : Sneeuwwitje en de zeven kleine mensen (nl) de Will Koopman : Blanche
- 2015 : He verhaal achter Baron 1898 : Doortje
- 2015-2016 : Zwarte Tulp (nl) : Lynn Kester
- 2016 : Petticoat (série télévisée) (nl)[2] : Pattie Jagersma
- 2016-2018 : Dokter Deen (nl) : Pib
- 2017 : Sinterklaasjournaal (nl) : Zielepiet
- 2018 : Nieuwe buren (nl) : Fay op den Hage

### Scénariste
- 2018 : Notre frère Fabian (court métrage) : co-scénariste et rôle de Cat

## Clips vidéos
- 2009 : She Blew Like Trumpets de Kyteman
- 2014 : Zusje de Ronnie Flex

## Nominations et récompenses
- 2014 : Veau d'or de la meilleure actrice, pour le film Nena (nl)[3]
- 2017 : Veau d'or pour la meilleure actrice d'un drame télévisé pour la série télévisée Pettiocoat